# Dendroleon longipennis
Dendroleon longipennis är en insektsart som beskrevs av Peter Esben-Petersen 1915. 
Dendroleon longipennis ingår i släktet Dendroleon och familjen myrlejonsländor. Inga underarter finns listade i Catalogue of Life.